# Sárospataki Képtár

## Története
A Sárospataki Képtár (hivatalos nevén Sárospataki Galéria) 1968-ban jött létre Béres Ferenc énekművész, furulyaművész népdalénekes kezdeményezésére és saját kollekciója felajánlásával, a városi tanács fenntartásában. Mai nevét 1980-ban kapta. Gyűjteményei nagyrészt adományokból származtak, de vásárlásból is. Kezdetben a Rákóczi-várban működött, majd az egykori katolikus iskola épületének felújítása után, átköltözött oda, a Szent Erzsébet út 14-be. Az 1970-es években a képtár tulajdonába két nagyobb gyűjtemény került, a Domján József Kossuth-díjas festő, grafikus és gobelintervező, valamit Andrássy Kurta János szobrászművész jóvoltából.
A képtár a miskolci Herman Ottó Múzeum fiókintézménye volt 1983-tól 2013-ig, azóta ismét Sárospatak városának fenntartásában működik.
A képtár főleg a  20. századi magyar művészet bizonyos korszakait mutatja be állandó és alkalmi kiállításaival.  Az intézmény székhelyén két állandó tárlat található: Andrássy Kurta János életmű kiállítása és Domján József kiállítása. Az intézmény több külső helyszínen rendszeren szervez képzőművészeti bemutatókat.

## Gyűjtemények
- Béres-gyűjtemény, amely 129 darabból áll. Néhány művész, akiknek képei vannak itt: Mednyánszky László, Iványi-Grünwald Béla, Tornyai János, Nagy István, Rippl-Rónai József, Gulácsy Lajos, Holló László.
- Andrássy Kurta János-gyűjtemény, mely a szobrász teljes életműve, és 1976-ban adományozta a képtárnak-
- Domján József-gyűjtemény, amelynek tartalma életmű és grafikai gyűjtemény.
- Avantgárd gyűjtemény, az 1970-es évek magyar avantgárdját mutatja be, olyan művészekkel mint: Baranyay András, Kéri Ádám, Szenes Zsuzsa, Kele Judit, Bak Imre, Deim Pál, Fajó János, Hencze Tamás, Gáyor Tibor, Maurer Dóra, Mengyán András, Pinczehelyi Sándor stb.